# Ona (jazyk)
Ona je vymírající indiánský jazyk z Patagonie, který byl rozšířen především na souostroví Ohňová země. 

## Popis a historie
Jazyk ona je na pokraji vyhynutí nebo již vyhynul. V roce 1991 měl asi 3 rodilé mluvčí ze starší generace a je možné, že v současnosti již vyhynul. Indiáni kmene Ona byli lovci divokých lam guanako, kteří byli téměř vyhubeni na počátku 20. století. Postarala se o to epidemie tuberkulózy, ale také přímé pronásledování bílými statkáři, kteří zabírali jejich půdu.[zdroj?] V roce 2021 se uvádělo jen několik rodin přežívajících míšenců, již hovořili už vesměs pouze španělsky.
Setkání s jazykem se objevuje v díle Charlese Darwina ve spojitosti s chybějící písemnou formou záznamu, která má za následek rychlý úpadek znalostí, dokládaný dvouletým pobytem v Anglii, během něhož příslušníci kmene jazyk natolik zapomněli, že nebyli schopni se domluvit se soukmenovci.

## Příklady

### Číslovky
| Ona            | Česky |
| sóos           | jeden |
| sóoke          | dva   |
| sawken         | tři   |
| konè-sóokèy    | čtyři |
| kessmarey      | pět   |
| k’òòni-şàáwkén | šest  |
| chenüín        | sedm  |
| karn           | osm   |
| akkiai         | devět |
| kori-ka-nuén   | deset |

### Slovník
| Ona         | Česky          |
| oónt        | červená        |
| ksoʼol      | bílá           |
| parr        | černá          |
| kʼtóorn     | zelená         |
| shekel      | modrá          |
| kren        | slunce         |
| kreʼ        | měsíc          |
| tel         | hvězda         |
| shoʼon      | nebe           |
| kenèken     | nebeská klenba |
| akaynek     | duha           |
| chʼóown     | voda           |
| xawqe       | oheň           |
| shenò       | vítr, vzduch   |
| táarn       | přízemí        |
| harwen      | teritorium     |
| wowms       | sever          |
| wowk        | jih            |
| wetek       | východ         |
| eyok        | západ          |
| keressken   | les            |
| ‘arwnnoto   | hora           |
| karchʼóown  | jezero         |
| sheken      | řeka           |
| arwnochonek | pampa          |
| kʼox        | moře, oceán    |
| koxeyek     | pláž           |
| chʼóon      | muž, člověk    |
| náa         | žena           |
| ketʼn       | lidé           |
| asska       | rodina         |
| ‘ayn        | tatínek        |
| ‘am         | maminka        |
| lal         | syn            |
| kam         | dcera          |
| nam         | syny (plurál)  |
| ‘achʼer     | bratr          |
| ‘aham       | sestra         |
| hòoh        | babička        |
| hòon        | dědeček        |
| yèwchòwsk   | podzim         |
| xoshnkèn    | zima           |
| ‘eleskèn    | jaro, léto     |
| yòowssen    | mluvit         |
| chennen     | chodit         |
| yolyen      | poslouchat     |
| hayken      | vidět, podívat |
| páawten     | lovit          |
| kartʼen     | jíst           |
| messten     | spát           |